# Handle System
Handle System este un registru proprietar care alocă identificatori persistenți (handle⁠(d), cu sensul în română mânere), resurselor de informații și asigură rezolvarea „acelor handle-uri în informațiile care trebuie localizate, accesate sau la folosirea în alt mod a resurselor”. Ca și în cazul handle-urilor utilizate în altă parte în calcul, handle-urile sistemului de handle sunt opace și nu codifică nicio informație despre resursa subiacentă, fiind legate doar de metadatele referitoare la resursă. În consecință, Handle-urile nu devin invalide prin modificările aduse metadatelor.
Sistemul a fost dezvoltat de Bob Kahn la Corporation for National Research Initiatives (CNRI) ca parte a Digital Object Architecture (DOA). Lucrarea originală a fost finanțată de Defense Advanced Research Projects Agency (DARPA) între 1992 și 1996, ca parte a unui cadru mai larg pentru serviciile de obiecte digitale distribuite, și a fost contemporan cu implementarea timpurie a World Wide Web, cu obiective similare.
Sistemul Handle a fost implementat pentru prima dată în toamna anului 1994 și a fost administrat și operat de CNRI până în decembrie 2015, când a fost introdus un nou mod de operare „administrator multiprimar” (AMP). Fundația DONA acum administrează Registrul Global de Handle al sistemului și acreditează AMP-urile, inclusiv CNRI și Fundația Internațională DOI. Sistemul oferă în prezent infrastructura de bază pentru astfel de sisteme handle, cum ar fi Digital Object Identifiers (DOI) și DSpace, care sunt utilizate în principal pentru a oferi acces la documente academice, profesionale și guvernamentale și la alte resurse de informații.